# Lentillà
La Lentillà o riu de Lentillà (Lentilla en francès) és un curs fluvial de la comarca del Conflent, dins de la subcomarca del Baix Conflent, a la Catalunya del Nord, afluent per la dreta de la Tet.

## Etimologia
Joan Coromines explica que el nom d'aquest poble prové de l'adjectiu llatí Lentiliānu, derivat del nom propi, també llatí, Lentilius, procedent de Lentius. En tractar-se d'un topònim derivat d'un antropònim llatí, es tractaria d'un topònim que té els seus orígens en la colonització romana del territori.

## El seu curs

### Terme de Vallmanya
Neix en el terme de Vallmanya, a la zona sud-oest d'aquesta comuna, a 2.501 metres d'altitud en el vessant sud-est del Pic Baix del Canigó, als Plans de Barbet. En el seu primer tram hom el denomina també Ribera de Vallmanya. Poc després del seu naixement rep per l'esquerra el Còrrec de la Congesta Grossa, a més d'altres barrancs de muntanya per tots dos costats. Passa per la Mollera Llarga i el Clot de Baix, i en arribar al Clotàs rep per l'esquerra el Còrrec de la Carnisseria i tot seguit el Còrrec del Roc dels Pasquers. Després de travessar la Coma Fosca, rep per la dreta el Còrrec del Gavetar, que aporta també els còrrecs del Pla de les Eugues, del Roc Negre i del Pla de la Feda. Tot seguit, per l'esquerra hi arriben els còrrecs de la Tartera i el de l'Orriot, amb un còrrec sense nom i, més enllà, sempre per l'esquerra els del Clot del Paradet i el de Tallensó. Poc abans d'arribar als Masos, rep encara per l'esquerra el Còrrec de la Font del Llegumar. Just als Masos, rep, sempre per l'esquerra, el Còrrec del Roc Roig, que hi aporta el de Patriques, i després el del Tallat dels Fargaires, més endavant el de la Vernosa, amb el de l'Argentinosa. Just en arribar a l'alçada del poble de Vallmanya, rep per la dreta la Ribera del Castell, de llarg recorregut, la vall de la qual conforma tot el sector sud del terme de Vallmanya.

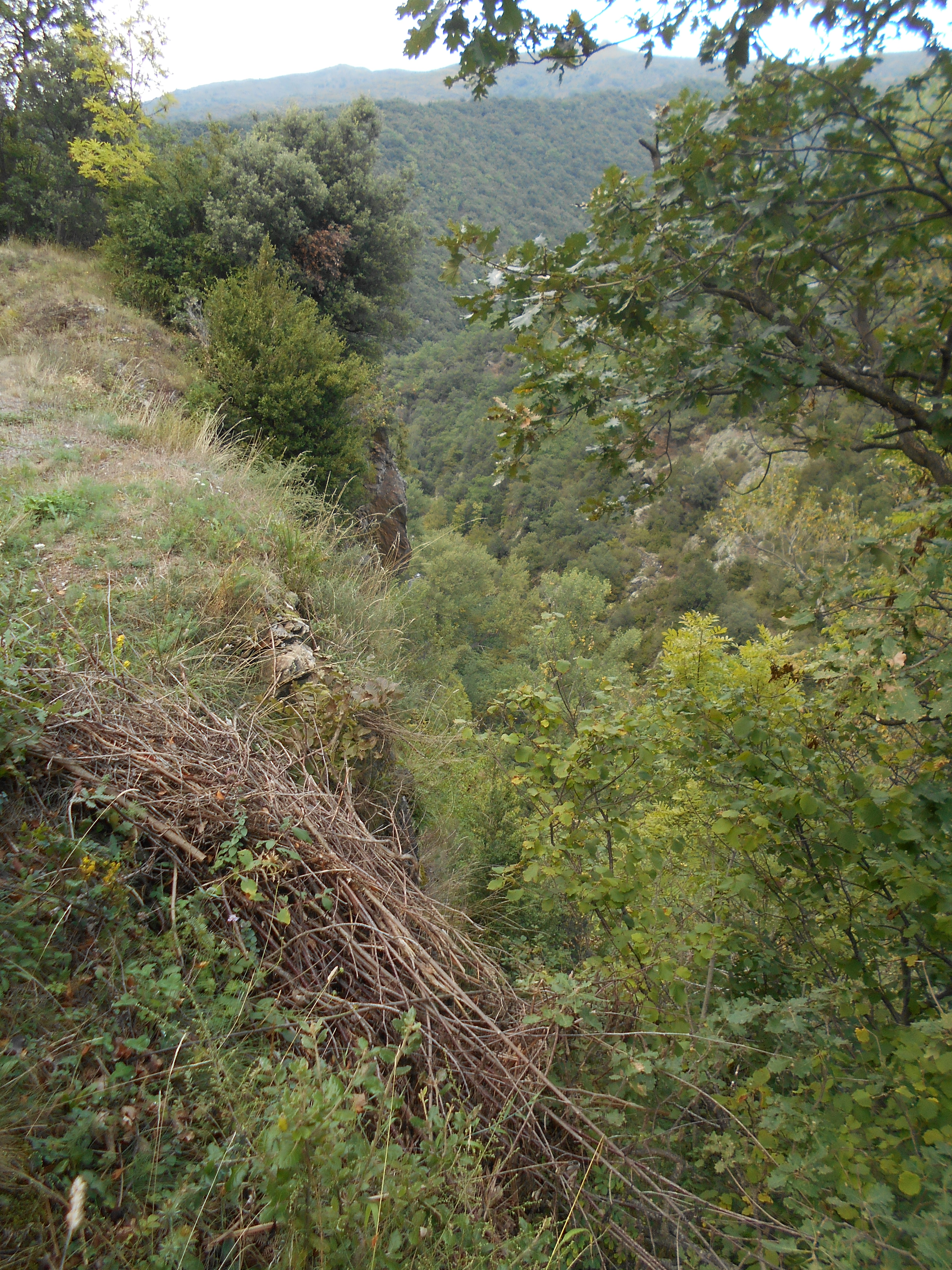
La Lentillà, a Vallmanya

Aquest curs d'aigua, abans d'unir-se a la Lentillà, ha recollit tot de còrrecs: de la Font Negra, del Solà de la Pelosa, de la Font Freda i del Bosc de la Vila. Passat el poble de Vallmanya, en un tram en què la Lentillà passa molt enfonsat respecte del terreny de les seves dues ribes, rep per l'esquerra el Còrrec dels Camps de Vinagre i després el del Solà, per arribar al lloc on la Lentillà deixa la direcció sud-oest - nord-est que estava seguint fins a aquest punt, per, després d'un parell de meandres, gira cap al nord. Al començament d'aquest darrer tram, al nord-est del terme de Vallmanya, rep en primer lloc la Ribera de la Rabassa, també de llarg recorregut, que marca la vall que recorre de sud a nord el sector oriental i meridional del terme. Aquesta ribera recull una bona munió de còrrecs: de la Gallinassa, del Pèl de Ca, de l'Estanyol, del Mener, de la Pinoseta, de la Pinosa, del Serrat Magre, de Repalona i del Pas Ample. Ja quasi a l'extrem nord-est del terme rep per la dreta el Riu Fred i el Còrrec de Castellet, i per l'esquerra el Riu Roig. Així arriba al Pas de Riu Roig, on deixa enrere el terme comunal de Vallmanya.

### Terme de Vallestàvia
Passat el Pas de Riu Roig, el Lentillà comença el seu pas pel terme de Vallestàvia. El pas del riu per aquest terme és, tot i que de forma molt sinuosa, bàsicament de sud-est a nord-oest. El Còrrec de Capellet, abans esmentat, inicia el seu recorregut en terme de Vallestàvia, on rep l'aportació dels còrrecs de Pixerot i de Roca Tinda, tots dos en terme de Vallestàvia. Seguint la Lentillà cap al nord-oest, hi arriba al cap d'un tros per la dreta el Còrrec de Rebolledes, amb els de la Capella, de la Font de la Solana, del Garrollar i del Dragó, i per l'esquerra el de Can Comes, amb el dels Morts; poc després, encara per l'esquerra, el de la Martinella. Continuant amb forts meandres, rep per la dreta el Còrrec de Micoca i el d'en Just, aquest darrer amb l'aportació dels còrrecs del Quinqué i de l'Ordi. Més tard, per l'esquerra, el Còrrec de Font Fresca, de llarg recorregut, que marca la vall que domina tot el sector sud i sud-oest del terme de Vallestàvia. Aquest còrrec ha recollit anteriorment els còrrecs de l'Avetosa, de la Roqueta i del Camp de Nalt. A prop del poble de Vallestàvia, rep encara per la dreta el Còrrec de la Vinyassa i per l'esquerra el d'en Carbonell; just en passar ran del veïnat de la Farga, el riu passa per dessota del Pont de la Farga, romànic.

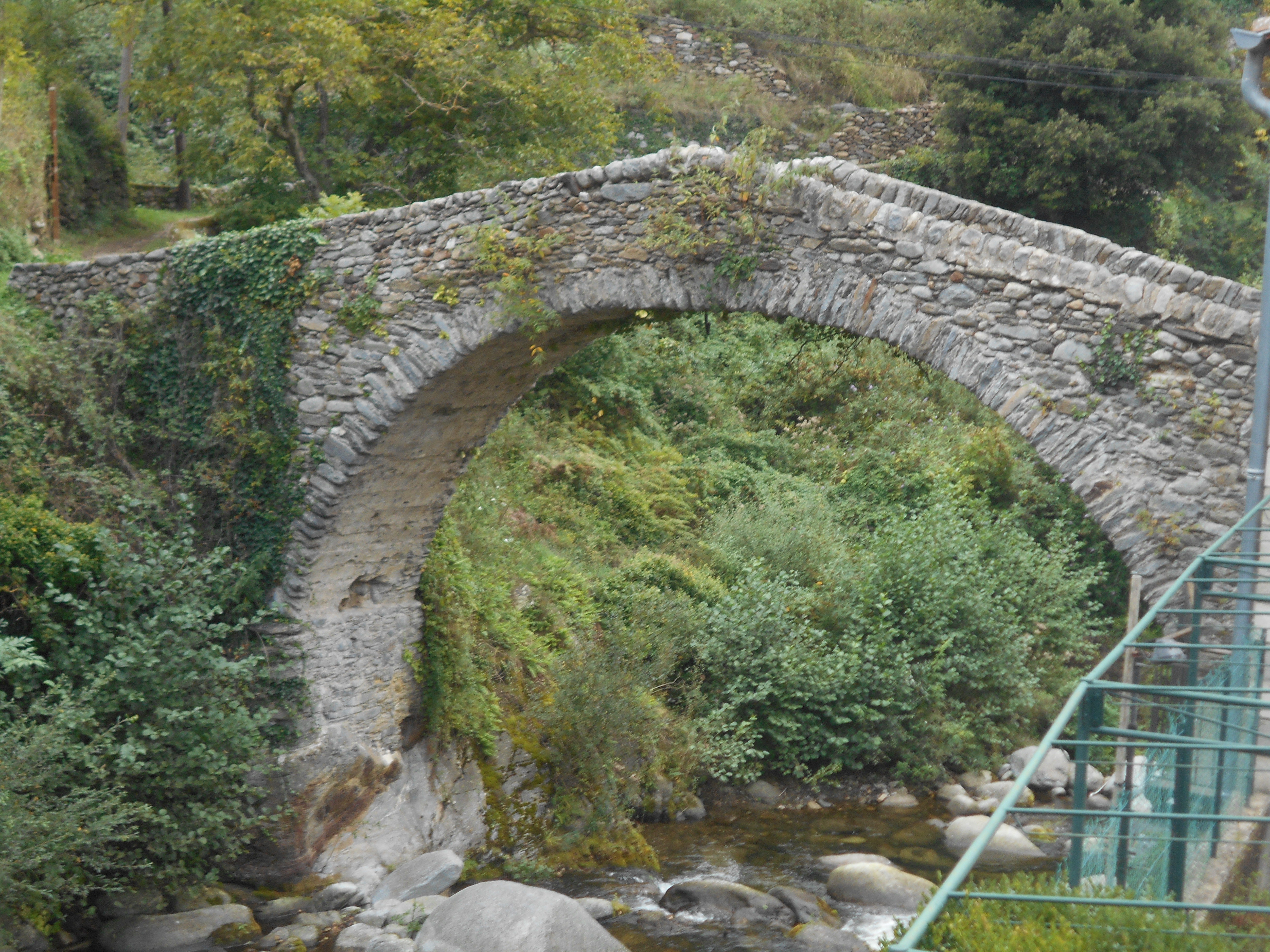
El Pont de la Farga, o Pont Vell, a Vallestàvia

Passat el poble, hi arriba per la dreta el Còrrec de la Teuleria, després el dels Hortassos, amb els del Bosc i de la Font del Vern, per l'esquerra el dels Castanyers, per la dreta el de les Planes, amb els còrrecs del Mas de Dalt i d'en Meler, altre cop per la dreta el del Bac amb el de l'Eimeric, per l'esquerra el de la Coma, amb els de la Martina, del Bac, del Millars, del Roquetàs i de la Font Nova. Tot seguit hi arriben encara per la dreta el Còrrec de l'Alzinar i per l'esquerra el dels Cirers, per, al cap de poc, rebre per la dreta el Còrrec del Malpàs, que fa de termenal amb Finestret i a partir del qual és el mateix Lentillà qui fa de límit entre Finestret, a la riba dreta del riu, i Vallestàvia, a l'esquerra. A partir d'aquest punt, la Lentillà rep de Vallestàvia, doncs, només els afluents que hi arriben per l'esquerra: Còrrec del Xurri, amb el del Pelat, Còrrec del Bac (és el tercer, amb aquest nom), Còrrec del Pe i la Coma Gran, amb el Còrrec del Pe de Baix. Just quan hi arriba la Coma Gran, el Lentillà gira una mica cap al nord-est i entra de ple en terme de Finestret.

### Terme de Finestret

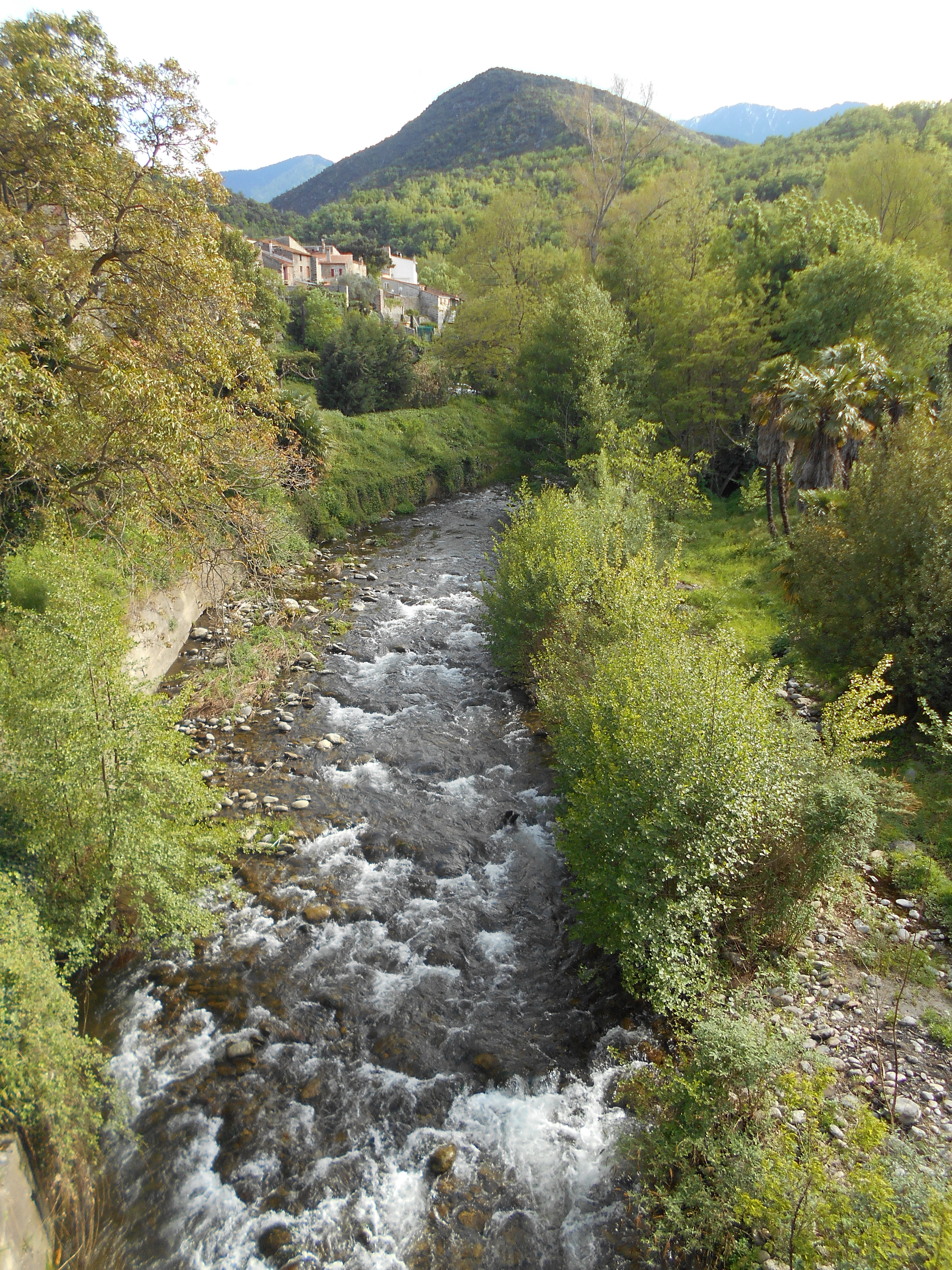
La Lentillà a Finestret

Després de deixar enrere Vallestàvia, al gorg de la Bau, travessa Finestret de sud a mord-oest. És un traçat molt sinuós, en una vall estreta amb vores muntanyoses. En el primer tram, on només la riba dreta pertany a Finestret, no rep cap afluent rellevant. Un cop ja plenament dins del terme de Finestret, rep per l'esquerra el Còrrec de la Guilla, per la dreta el de la Font, amb el de Caraller i el de Saïllà, i tot seguit el de l'Alzina; més endavant, encara per la dreta, el de la Serra, amb el d'Albadera, el de Montill, el d'en Tardiu, un segon còrrec amb aquest mateix nom, tots afluents per la dreta, abans d'arribar al poble de Finestret. Ja a prop del poble, hi arriben per l'esquerra els còrrecs de les Sabateres i de les Comelles, i ja no rep cap més afluent rellevant fins al límit amb Espirà de Conflent, quan s'hi ajunta el Llec.

### Terme d'Espirà de Conflent
Creua breument el terme d'Espirà de Conflent després d'haver-lo tocat breument a la confluència amb el Llec, al Riberal, on torna a entrar en el terme de Finestret per tal de retornar al d'Espirà de Conflent a la Polleda i creuar un breu tram de terme a l'extrem nord-est d'aquest terme. No hi rep, a part del Llec, cap afluent important.

### Terme de Vinçà
Desemboca a la Tet a l'embassament de Vinçà dins del terme comunal del poble que dona nom a l'embassament travessant-ne un petit fragment de terme, en el qual no rep cap afluent de relleu i desembocant en el lloc anomenat el Castelló de Lentillà.

## Règim pluvial
Molt dependent del règim de pluges, a l'estiu pot patir estiatges (cabals molt baixos) un any de cada cinc. En èpoques de fortes pluges, els marges del riu, sobretot a les Gorges de la Lentillà, poden quedar molt afectades, fins al punt que s'hi sol impedir l'accés.

## Aprofitaments del riu
Entre el Barranc de la Serra i el Barranc d'en Tardiu, del costat dret del riu, en surt el Rec Major. És un canal agrícola fruit d'una concessió d'Arnau de Cortsaví, datada el 1282, atorgant el dret d'usar l'aigua de la Llentillà, així com fer-ne un canal per conduir-la, als habitants "presents i per venir" de Vinçà, Jóc, Rigardà, Saorla, Finestret i Vilella. Rega una extensió, anomenada "la Baronia" d'unes 550 hectàrees agrícoles (especialment de presseguers) de la Vall del Lentillà i la plana de Vinçà; restes dels antics molins senyorials donen testimoni d'altres aprofitaments pretèrits de l'aigua. Al segle xviii, i de conseqüències de la Revolució francesa, la gestió de les aigües recaigué en l'administrador departamental, que demanà als pagesos que s'organitzessin en una agrupació sindical per a gestionar l'ús dels recursos hidràulics. Però, com feu constar a la seva Mémoire...  de 1820 el baró de Paçà, les divergències entre els pagesos del Lentillà portaren a la constitució pels voltants del 1800 de cinc sindicats diferents, que representaven els interessos dels habitants de Vinçà, Jóc, Finestret, Rigardà i Cassanyes. Amb el pas dels anys, el sindicat dominant acabà sent el de Vinçà. Al segle xxi, però, la necessitat dels pagesos d'aigua per a regar ha col·lidit amb les demandes d'aigua per a usos domèstics de turistes i nous residents, així com -en èpoques de sequera- amb el requeriment legal de conservar un mínim de cabal a la Llentillà per mantenir-hi la fauna piscícola.
A la zona del Gorg de la Bau, s'ha descrit una zona per a practicar barranquisme, el canyon du Finestret.